# Carl von Voit
Carl von Voit (født 31. oktober 1831 i Amberg, død 31. januar 1908 i München) var en tysk fysiolog.
von Voit studerede medicin og fysiologi i Göttingen, Würzburg og München, idet han særlig sluttede sig til fysiologerne Wagner, Pettenkofer og Bischoff, hvis assistent han blev 1856. I 1863 blev han ordentlig professor i fysiologi i München. Allerede tidlig kastede han sig over studiet af det afsnit af fysiologien, hvor hans livsværk ligger: læren om stofskiftet og det menneskelige legemes ernæring. Hans undersøgelser fastslog, at æggehvidestofferne ikke havde den alt overskyggende betydning, som Liebig havde tillagt dem, og påviste den såkaldte "kvælstofligevægt". Dels ene, dels sammen med Bischoff og senere med Pettenkofer og en række elever (Münchenerskolen) har han foretaget en stor række undersøgelser over næringsstoffernes betydning for ernæringen, over menneskets næringsbehov under forskellige livsforhold og kostens sammensætning. Hans undersøgelser fik hurtig direkte betydning for den praktiske ernæring ved ordningen af bespisningen i hospitaler og arbejdshuse, ved provianteringen for soldater og så videre, og hans "Normalrationer" 
blev i lang tid lagt til grund for disse kostordninger. En fuldstændig oversigt over ernæringslæren har han givet i Handbuch der Physiologie des allgemeinen Stoffwechsels und der Ernährung (Hermanns Handbuch der Physiologie, VI, 1881), hvor man finder litteraturangivelser over hans arbejder.